# Силинские Участки
Силинские Участки — деревня в Куркинском районе Тульской области в составе Самарского сельского поселения.

## География
Находится в юго-восточной части Тульской области на расстоянии приблизительно 8 км на юго-запад по прямой от поселка Куркино, административного центра района.

## История
В 1926 году здесь было учтено 37 дворов, в конце 1930-х годов — 87.

## Население
Постоянное население составляло 199 человек (1926 год), 14 (русские 100 %) в 2002 году, 5 в 2010.